# Fullmetal Alchemist 2: Akaki erikushiru no akuma
Fullmetal Alchemist 2: Akaki erikushiru no akuma (鋼の錬金術師2〜赤きエリクシルの悪魔〜?, Hagane no Renkinjutsushi: Akaki erikushiru no akuma, Devil of the Red Elixir in Giappone) è il secondo videogioco di ruolo pubblicato per PlayStation 2 basato sulla serie manga ed anime Fullmetal Alchemist. Si tratta di una sorta di prequel di Fullmetal Alchemist: Tobenai tenshi.
Il gioco ha una visuale migliorata rispetto al precedente titolo, oltre ad avere i dialoghi completamente doppiati. Negli Stati Uniti il videogioco è stato distribuito insieme ad un DVD bonus contenente il secondo ed il terzo episodio della seconda stagione dell'anime Fullmetal Alchemist, contenente soltanto l'audio inglese, dato che al momento della pubblicazione del videogioco le trasmissioni televisive dell'anime erano state momentaneamente sospese.